# Acolastus nigrolineatus
Acolastus nigrolineatus es un coleóptero de la familia Chrysomelidae.
Fue descrita científicamente por primera vez en 1944 por Bryant.